# Gel sec

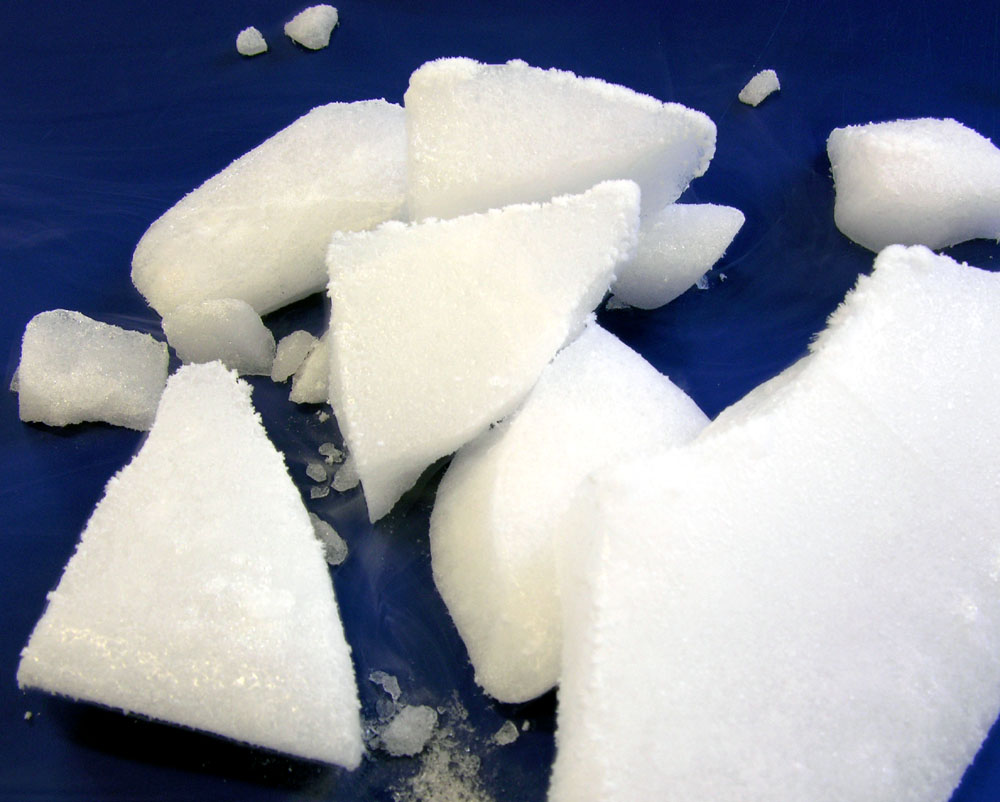
Gel sec

Es diu gel sec o neu carbònica a l'estat sòlid del diòxid de carboni. Rep aquest nom perquè, malgrat semblar-se al gel o a la neu pel seu aspecte i temperatura, quan s'evapora (o més pròpiament quan es sublima) no deixa residu d'humitat.
Té una temperatura de sublimació de -78 °C (-108 °F). El punt de sublimació molt baix i el fet de no deixar residu líquid el converteixen en un excel·lent refrigerant.
El gel sec va ser obtingut per primera vegada en l'any 1825 pel químic francès Charles Thilorier.

## Utilització
Té molts usos, entre els quals podem nomenar: 
- Conservació de mostres de semen
- Conservació de vacunes
- Transport d'elements congelats, com menjars gelats, carns i altres
- Espectacles en els quals es veu boira en el sòl (en aquest cas es combina el gel sec amb aigua)
- Presentació de postres en un banquet
- Polit de gomes o plàstics (en refredar-los es comporten com a elements rígids)
- Refrigeració extrema d'equips informàtics
- Refrigeració de gelats als punts de venda al detall
- Efecte ornamental en fonts petites per l'interior de la llar
- Refrigeració de motors de cotxes de Fórmula 1 en les aturades

## Toxicitat
La manipulació de gel sec, especialment en espais tancats, pot provocar intoxicació per diòxid de carboni, pel fet de generar grans quantitats de {\displaystyle {\ce {CO2}}} en poc temps.

## Precaucions d'ús
- Cal manipular-lo amb guants tèrmics, per evitar que produeixin cremades en les mans
- No s'ha d'utilitzar dins de recipients hermètics o de vidre, ja que pot esclatar
- No s'ha d'utilitzar en ambients sense ventilació, atès que allibera diòxid de carboni (el mateix gas que s'exhala en respirar).
- No s'ha d'ingerir, ja que el gel sec és nociu si s'ingereix. En cas d'ingestió, cal obtenir ajuda mèdica immediatament.